# Mazarredia huanjiangensis
Mazarredia huanjiangensis är en insektsart som beskrevs av Zheng, Z. och G. Jiang 1994. Mazarredia huanjiangensis ingår i släktet Mazarredia och familjen torngräshoppor. Inga underarter finns listade i Catalogue of Life.